# حمرة الوز

حمرة الوز مدينة تقع في ولاية شمال كردفان بالسودان على ارتفاع 450 متر (1476.37 قدم) فوق سطح البحر وتبعد عن العاصمة الخرطوم بحوالي 395 كيلو (245.441 ميل) تقريباً وهي إحدى محطات طريق درب الأربعين التاريخي الرابط بين شرق ووسط السودان وغربه مع واحات صحاري مصر وليبيا.

## سبب التسمية
الرواية الأكثر ترجيحا حول معنى اسم «حمرة الوز» هي التي ترجع سبب التسمية إلى اللون الأحمر الذي يميز تربة البلدة وكانت تتجمع فوق ارضها مياه الأمطار التي تجذب اسراب الطيور واشهرها طير الوز ومن هنا جاءت تسميت المنطقة بحمرة الوز. وثمة رواية أخرى تنسب الاسم إلى نبات الحمر (بضم الفاء وفتح الميم) الذي يغطي جزء كبير منها في فصل الخريف المطير.

## الأدارة
حمرة الوز محلية من محليات السودان وهي إحدى اداريات جبرة الشيخ.

## اقتصاد حمرة الوز
توجد بها سوقا كبيرة للمحاصيل الزراعية والماشية. وتعتبر مركزاً من المراكز الحضرية التي تقدم خدمات للرعاة والرحل بالمنطقة. وتشكل الأودية المحيطة بها مناطق تجميع مياه لشرب الحيوان وللزراعة التي تشمل زراعة بعض الخضروات كالطماطم والجرجير والفجل والقرع والفلفل الأخضر والباذنجان وبعض الحمضيات ومنها الليمون.
ويُقام بالبلدة سوقاً اسبوعية يتجمع فيه الباعة والمشترين من قرى وبوادي المنطقة لتبادل السلع المحلية كالألبان ومشتقاتها والأوبار والذرة والدخن واللالوب ثمار شجرة الهجليج والحنيك والصمغ والسكر والشاي والأدوات الزراعية التقليدية المصنوعة محلياً وبعض منتوجات الصوف وسعف النخيل الجاف.

## الموقع
تقع حمرة الوز في الجزء الشرقي بولاية كردفان في مثلث حمرة الوز- حمرة الشيخ- سودري بالسودان بين خطي عرض 30,8 درجة شرق وخط طول

## الطوبغرافيا
تنتشر في المنطقة سلسلة متقطعة من الجبال الصغيرة والتلال الصحراوية ومن بينها سلسلة الجبال التي تضم جبل النهد أو جبل ود الريح كما يطلق عليه احياناً، وجبل الحرازة والذي توجد به بعض الاثار الحضارية القديمة وبعض الكهوف. كما تتميز المنطقة بتربتها الرملية التي تتخللها الكثبان الرملية المعروفة محلياً باسم القيزان (المفرد قوز)، بينما تسود بعض اجزائها التربة الطينية الخصبة. ويشق أرضها عدد من الأودية أكبرها وادي الوز ووادي قضيضيم والتي تقع في الناحية الشمالية، ووادي الدويمة وام رفوف في الناحية الشرقية. وتتجمع مياه الأمطار في هذه الأودية والتي تتقطع إلى برك متباعدة دائمة المياه حتى في مواسم الجفاف وتوفر هذه الوديان مياه الشرب لقطعان الماشية ومياه ري الحقول.

## النقل
تربطها شبكة من الطرق غير المسفلتة بمناطق كثيرة منها جبرة الشيخ وأم درمان ومدينة جبل أولياءالواقعة على بعد 40 كليومتر (24.854 ميل) جنوب الخرطوم ومدينة الأبيض (مدينة) حاضرة ولاية شمال كردفان. حيث تستغرق الرحلة إليها بالسيارة حوالي ثلاث ساعات تقريبا في الظروف الطبيعية العادية (في غير موسم الخريف).
المسافة بين حمرة الوز وبعض القرى المجاورة
| القرية      | المسافة بالكيلومتر | المسافة بالميل |
| ----------- | ------------------ | -------------- |
| كجمر        | 68                 | 42.2           |
| دميرة التوم | 91                 | 56.5           |
| عبدالفضيل   | 127                | 78.9           |
| جفالة       | 193                | 87             |
| سرار البقر  | 491                | 108            |

## الخدمات
يوجد بالبلدة مستشفى تم افتتاحها في عام 1969 وعدد من المدارس على مختلف المراحل الدراسية من بينها مدارس داخلية تستقبل الطلاب من بوادي المنطقة وبعض البلدات القريبة مثل سودري وجبرة الشيخ وحمرة الشيخ وقرية دار الريح. كما يوجد بها مسجدعتيق إنشأ في 1937م علي يد الشيخ محمد احمد المفتي.

## التركيبة السكانية
يقيم في حمرة الوز عد من القبائل السودانية المختلفة من بينها قبيلة الركابية بفروعها من الدواليب والدقاقة والمطرة والبقرة والدرهم وقبيلة الكبابيش والهواوير والجعليين. قبيلة الزيادية.

## المناطق المحيطة بحمزة الوز
- كبش نور
- العذيب
- سواني
- الدواليب
- أم سرة
- أبوعروق
- أبو حديد
- الصافية